# Iwan Fjodorow

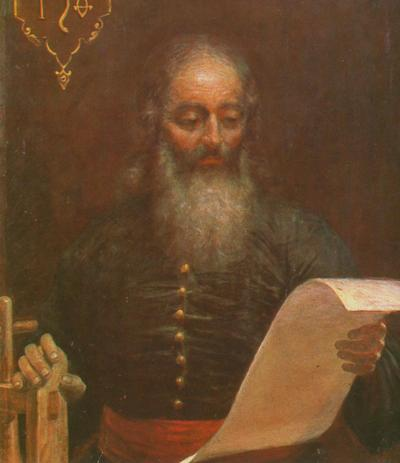
I.S. Tomaschewytsch: Porträt von Iwan Fedorowytsch, 1904

Iwan Fjodorow (russisch Ива́н Фёдоров, Aussprache [i'van 'fʲodɘrɘf], ukrainisch Іван Федоро́вич, Iwan Fedorowytsch auch Ivan Fedorovitsch; * zwischen 1510 und 1525 im Raum Moskau; † 6. Dezemberjul. / 16. Dezember 1583greg. in Lwiw, Polen, heute Ukraine) war der erste namentlich bekannte ostslawischer Drucker. Er gilt als Begründer der Buchdruckkunst in der Nachfolge von Johannes Gutenberg im ostslawischen, kyrillisch schreibenden Raum.

## Leben

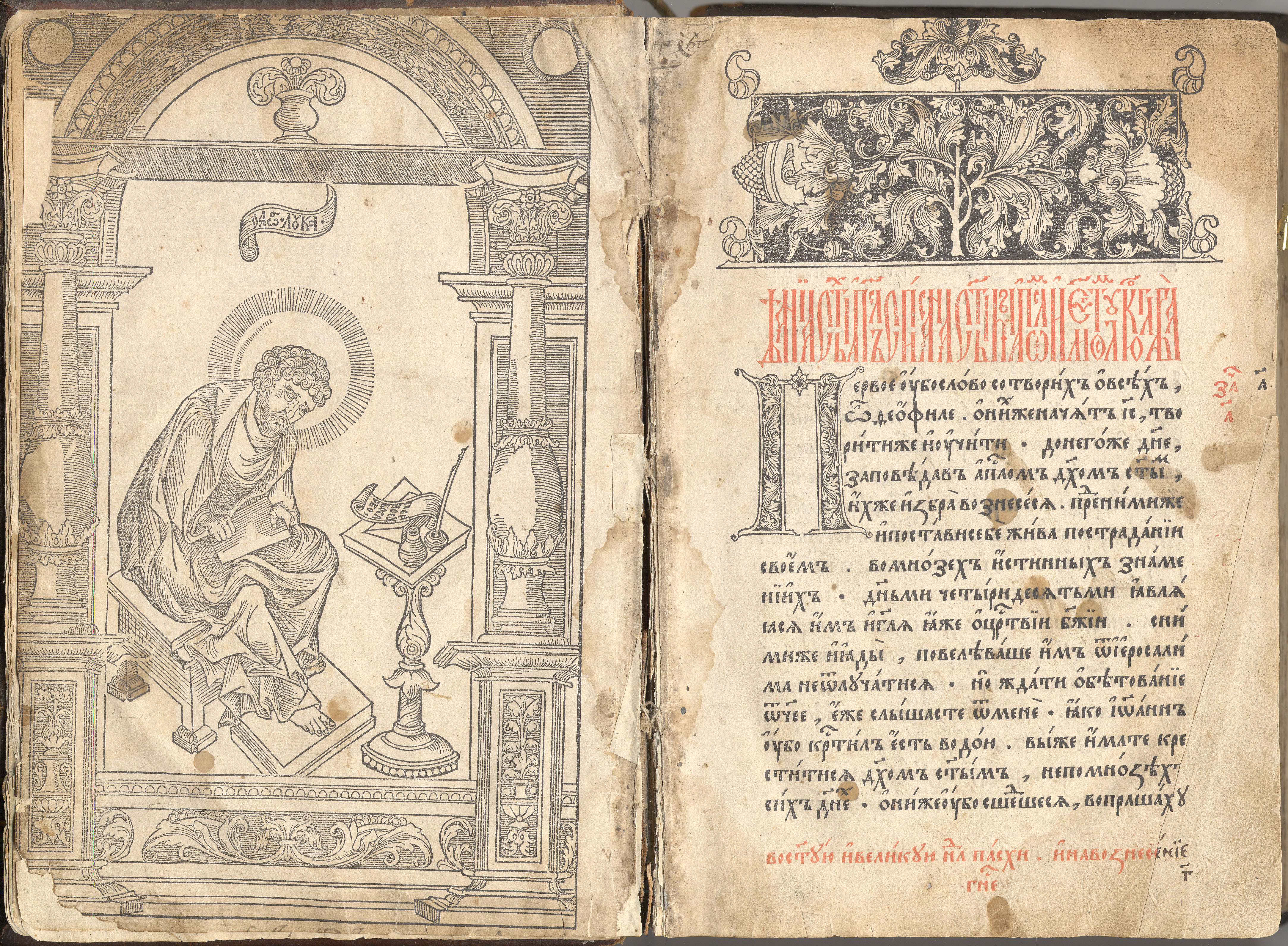
Moskauer Apostolar, 1564

Iwan Fjodorow wurde zu Beginn des 16. Jahrhunderts im Raum Moskau geboren. Er studierte an der Universität Krakau, wo er 1532 graduierte. In den nachfolgenden Jahren begann Fjodorow seine Tätigkeit an der Sankt-Nikolas-Gostunski-Kirche in Moskau, wo er als Dekan ab 1553 im Auftrag von Zar Iwan IV. („der Schreckliche“) mit dem Bau einer Druckerei beauftragt war.
Fjodorow publizierte 1563/1564 zusammen mit dem aus Weißrussland stammenden Pjotr Mstislawez da erste genau datierbare gedruckte Buch im Zarenreich Russland – das Moskauer Apostolar. Da die neu etablierte Drucktechnik in Konkurrenz zur klassischen Kopistentätigkeit der orthodoxen Mönche in Moskau stand, reagierten diese mit gewalttätigem Widerstand gegen Fjodorow. Dieser führte schließlich dazu, dass Fjodorow 1566 aus Moskau fliehen musste und sich im litauischen Wilna niederließ. Er änderte gleichzeitig seinen Namen in Iwan Fedorowytsch.
Nach der Flucht aus Moskau publizierte Fedorowytsch einige weitere Schriften:
- 1569: „Evangelije utschitelnoje“ – ein Lehrevangeliar
- 1570: Psalter

1572 übersiedelte Fedorowytsch nach Lemberg, das sich damals unter polnischer Herrschaft befand, und veröffentlichte weitere Bücher, unter anderem 1574 die zweite Edition des „Apostols“. Doch auch die Zeit in Lemberg war nur von kurzer Dauer, 1575 wurde er durch Fürst Konstanty Wasyl Ostrogski mit der Leitung des Klosters Derman (?) bei Dubno betraut. Dort baute er zwischen 1577 und 1579 eine neue Druckerei auf. Dort druckte er im Jahr 1581 Ostroger Bibel, die erste Ausgabe einer vollständigen Bibelübersetzung in kirchenslawischer Sprache. Kurz darauf überwarf sich Fedorowytsch mit seinem Dienstherren Ostrogski und kehrte nach Lemberg zurück, wo er (je nach Quelle) zwischen dem 14. und 16. Dezember 1583 verstarb.
Nach ihm wurde der Asteroid des äußeren Hauptgürtels (3273) Drukar benannt.